# Enzim artificial

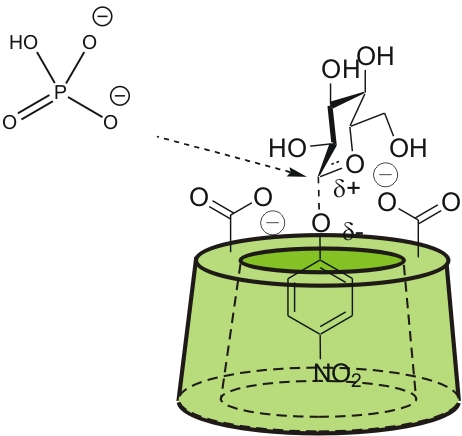
Esquema d'una fosforilasa artificial

Un enzim artificial és una molècula orgànica sintètica elaborada per recrear el lloc actiu d'un enzim.
Les catàlisis de reaccions químiques per part dels enzims es produeixen amb unes altes selectivitat i velocitat en un petit punt de la macromolècula enzimàtica anomenat lloc actiu. Allí, la unió del substrat a prop dels grups funcionals de l'enzim provoca una catàlisi per l'anomenat efecte de proximitat. Així doncs, és possible crear catalitzadors similars a partir de petites imitacions moleculars dels llocs actius dels enzims, combinant en una petita molècula la capacitat d'unir-se a un substrat amb grups funcionals catalítics. Com que els enzims artificials s'han d'unir a molecules, s'elaboren a partir d'una molècula hoste com ara una ciclodextrina, èters corona o calixarens, etc.
S'han observat diversos enzims artificals que catalitzen diverses reaccions amb augments de la velocitat de fins a 103; tanmateix, això és significativament més baix que els enzims naturals, que generalment provoquen augments de la velocitat de més de 10⁶. Un dels pioners de la recerca d'enzims artificials és el químic Ronald Breslow.